# 华润豪
华润豪（1996年3月6日—）是一名中国网球运动员，也是久事体育的首位签约运动员。
华润豪5岁開始練習網球，在上海市念了半年初一後就前往美國讀書，曾在加利福尼亚州讀中學，後來讀於密歇根大学。2017年，华润豪与江苏队一起夺得了中华人民共和国全国运动会男子网球团体赛金牌。2018年，他带领密歇根大学网球队晋级國家大學體育協會团体和男单十六强，並入选“全美最佳阵容。當年夏天，华润豪正式开始职业网球生涯。2018年7月，华润豪奪得国际网球联合会昆山站男子双打亚军。2019年10月，他與博爾納·丘里奇搭檔出戰上海大师赛男双比賽。後來他又奪得2020中国网球巡回赛安宁站男单冠軍。